# Antestrix melligaster
Antestrix melligaster är en stekelart som beskrevs av Van Achterberg 1987. Antestrix melligaster ingår i släktet Antestrix och familjen bracksteklar. Inga underarter finns listade i Catalogue of Life.